# 007 - Sem Tempo para Morrer
No Time to Die (bra/prt: 007 - Sem Tempo para Morrer) é um  filme de ação e espionagem britano-estadunidense, dirigido por Cary Joji Fukunaga e escrito pelo mesmo em colaboração com Scott Z. Burns e Phoebe Waller-Bridge, a partir de uma história de Neal Purvis e Robert Wade, baseado no personagem James Bond de Ian Fleming, sendo a sequência de Spectre, de 2015, e o vigésimo quinto filme da franquia 007. Produzido pela Eon Productions, Metro-Goldwyn-Mayer e Universal Pictures e distribuído pela Universal Pictures, mundialmente, e United Artists Releasing, nos Estados Unidos, foi lançado nos cinemas em 8 de outubro de 2021. É estrelado por Daniel Craig, que reprisa o papel do espião britânico do MI6 pela quinta e última vez, Ralph Fiennes, Naomie Harris, Rami Malek, Léa Seydoux, Ben Whishaw e Jeffrey Wright.
O desenvolvimento de um novo título da franquia começou no primeiro semestre de 2016. O contrato entre a Eon Productions e Metro-Goldwyn-Mayer com a Sony Pictures Entertainment, que coproduzia e distribuía os filmes da nova safra, havia encerrado após o lançamento de Spectre. Em abril de 2017, iniciou-se uma disputa pelos direitos com outros grandes estúdios, incluindo a própria Sony, Warner Bros. Pictures, 20th Century Fox, Universal Pictures e Annapurna Pictures. A Universal ganhou a disputa, ficando com a distribuição internacional e home video, incluindo Estados Unidos e Canadá. Em comemoração aos 100 anos de existência da United Artists, a MGM, juntamente com a Orion Pictures, através de uma joint venture com a Annapurna, formou a United Artists Releasing, selo responsável pela distribuição doméstica teatral de Bond 25. A transmissão digital e direitos televisivos mundiais também estão asseguradas a MGM. Em maio de 2018, Danny Boyle foi confirmado como diretor do longa-metragem, com as filmagens tendo início em dezembro do mesmo ano. Três meses após o anúncio oficial, Boyle deixou a produção devido a divergências criativas. Em setembro de 2018, Cary Joji Fukunaga foi anunciado como novo diretor, tornando-se o primeiro estadunidense a dirigir um filme da franquia 007. Em 20 de agosto de 2019, foi divulgado que o título oficial do filme seria No Time to Die.
As filmagens, antes programadas para dezembro de 2018 no Pinewood Studios, no Reino Unido, foram adiadas para abril de 2019 após a saída de Boyle. A filmagem principal teve início no dia 28 de abril de 2019 em Port Antonio, na Jamaica. Outros locais de filmagens incluem as comunas de Nittedal, na Noruega, e Matera, na Itália, e a cidade de Aviemore, na Escócia. Originalmente previsto para ser lançado em 2020, o filme sofreu vários adiamentos por conta da pandemia de COVID-19.

## Enredo
Após James Bond (Daniel Craig) deixar o MI6 e mudar-se para a Jamaica, Felix Leiter, amigo de Bond e agente da CIA, pede sua ajuda na busca por um cientista desaparecido. Ao perceber que o cientista foi raptado, o ex-agente 007 percebe que a simples busca é na verdade uma corrida para salvar o mundo.

## Elenco
- Daniel Craig como James Bond
- Rami Malek como Safin, principal antagonista
- Christoph Waltz como Blofeld, antagonista secundário
- Ralph Fiennes como M, chefe do Serviço Secreto de Inteligência Britânica
- Naomie Harris como Miss Moneypenny, assistente de M
- Rory Kinnear como Bill Tanner, Chefe de Gabinete de M
- Léa Seydoux como Dra. Madeleine Swann, uma psiquiatra que teve um envolvimento amoroso com Bond no passado
- Ben Whishaw como Q, responsável pela produção de engenhos tecnológicos de ultima geração para serem usados pelos agentes do MI6
- Jeffrey Wright como Felix Leiter, agente da CIA e amigo de Bond
- Ana de Armas como Paloma
- Lashana Lynch como Nomi
- David Dencik como Waldo, antagonista
- Dali Benssalah como Primo, antagonista
- Billy Magnussen como Logan Ash, outro agente da CIA

## Produção

### Desenvolvimento

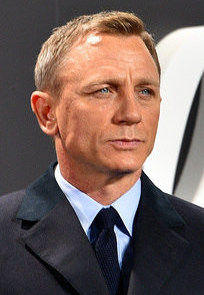
Daniel Craig na première de Spectre em 2015

O desenvolvimento de um novo título da franquia começou no primeiro semestre de 2016. O contrato entre a Eon Productions e Metro-Goldwyn-Mayer com a Sony Pictures Entertainment, que coproduzia e distribuía os filmes da nova safra, havia encerrado após o lançamento de Spectre. Em abril de 2017, iniciou-se uma disputa pelos direitos com outros grandes estúdios, incluindo a própria Sony, Warner Bros. Pictures, 20th Century Fox, Universal Pictures e Annapurna Pictures. A Universal ganhou a disputa, ficando com a distribuição internacional e home video, incluindo Estados Unidos e Canadá. Em comemoração aos 100 anos de existência da United Artists, a MGM, juntamente com a Orion Pictures, através de uma joint venture com a Annapurna, formou a United Artists Releasing, selo responsável pela distribuição doméstica teatral de No Time to Die. A transmissão digital e direitos televisivos mundiais também estão asseguradas a MGM.

Em março de 2017, Neal Purvis e Robert Wade, que coescreveram as histórias dos filmes da série 007 desde The World Is Not Enough, de 1999, iniciaram os trabalhos no roteiro. Mesmo com a aclamação da crítica especializada e do sucesso comercial de Skyfall, incluindo Spectre, as maiores bilheterias da franquia, Sam Mendes declarou que não iria dirigir uma nova parcela do espião britânico.

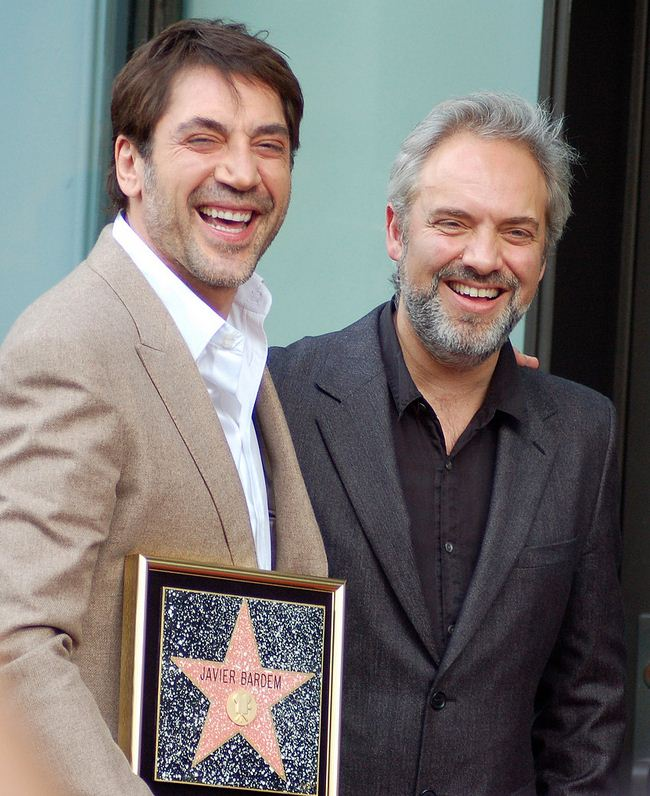
Sam Mendes ao lado do ator Javier Bardem, que viveu o vilão Raoul Silva em Skyfall

 Vários diretores estavam na mira da Eon e MGM, incluindo Yann Demange, David Mackenzie, Denis Villeneuve e Christopher Nolan, este último sendo o preferido para assumir a produção. Mais tarde, Nolan disse que, além de ser fã de James Bond, adoraria dirigir um filme da série 007 e só se envolveria com a franquia se fosse para trazer "algo completamente novo", mas que ainda não era o momento. Em dezembro de 2017, Villeneuve se retirou do projeto para se dedicar totalmente ao seu novo filme de ficção científica, a segunda adaptação de Duna. Em maio de 2018, Danny Boyle foi anunciado como diretor do longa-metragem, com as filmagens previstas para iniciarem em dezembro do mesmo ano. Boyle tinha uma "ideia específica" para o filme, e por isso necessitaria do roteirista John Hodge, que trabalhara com Boyle em diversos projetos. Michael G. Wilson e Barbara Broccoli, responsáveis pelas produções da franquia 007, além da palavra final em cada filme, ficaram empolgados com a ideia. Ambos deixaram claro que se o roteiro de Hodge não estivesse dentro das expectativas, voltariam ao plano original, usando a história da dupla Neal Purvis e Robert Wade. Três meses após o anúncio oficial, Boyle deixou a produção devido a divergências criativas. Com a saída de Boyle, John Hodge também abandonou o projeto.
Após a especulação de vários nomes, Cary Joji Fukunaga foi anunciado como novo diretor em setembro de 2018, tornando-se o primeiro estadunidense da história dirigir um filme da franquia 007. Foi anunciado também a contratação de Linus Sandgren, como diretor de fotografia, e Dan Romer, para compor a trilha sonora. Purvis e Wade retornaram para refazer o roteiro. Em novembro de 2018, Paul Haggis, coroteirista de Casino Royale, foi contratado para reescrever o roteiro de Purvis e Wade. Em fevereiro de 2019, Scott Z. Burns, que contribuiu para filmes como The Bourne Ultimatum e Contágio, foi contratado para também trabalhar em cima do roteiro da dupla. A pedido de Daniel Craig, a escritora e criadora das séries Fleabag e Killing Eve, Phoebe Waller-Bridge, foi contratada em abril de 2019 para adicionar mais humor ao roteiro. Waller-Bridge é a segunda roteirista feminina da história da série James Bond a ser creditada depois de Johanna Harwoodco, que coescreveu Dr. No e From Russia with Love.
Em resposta ao Movimento Me Too, a produtora Barbara Broccoli disse que as atitudes de Bond às mulheres seria totalmente outro em No Time to Die, o que também foi endossado ela roteirista Waller-Bridge.

### Chamada do elenco

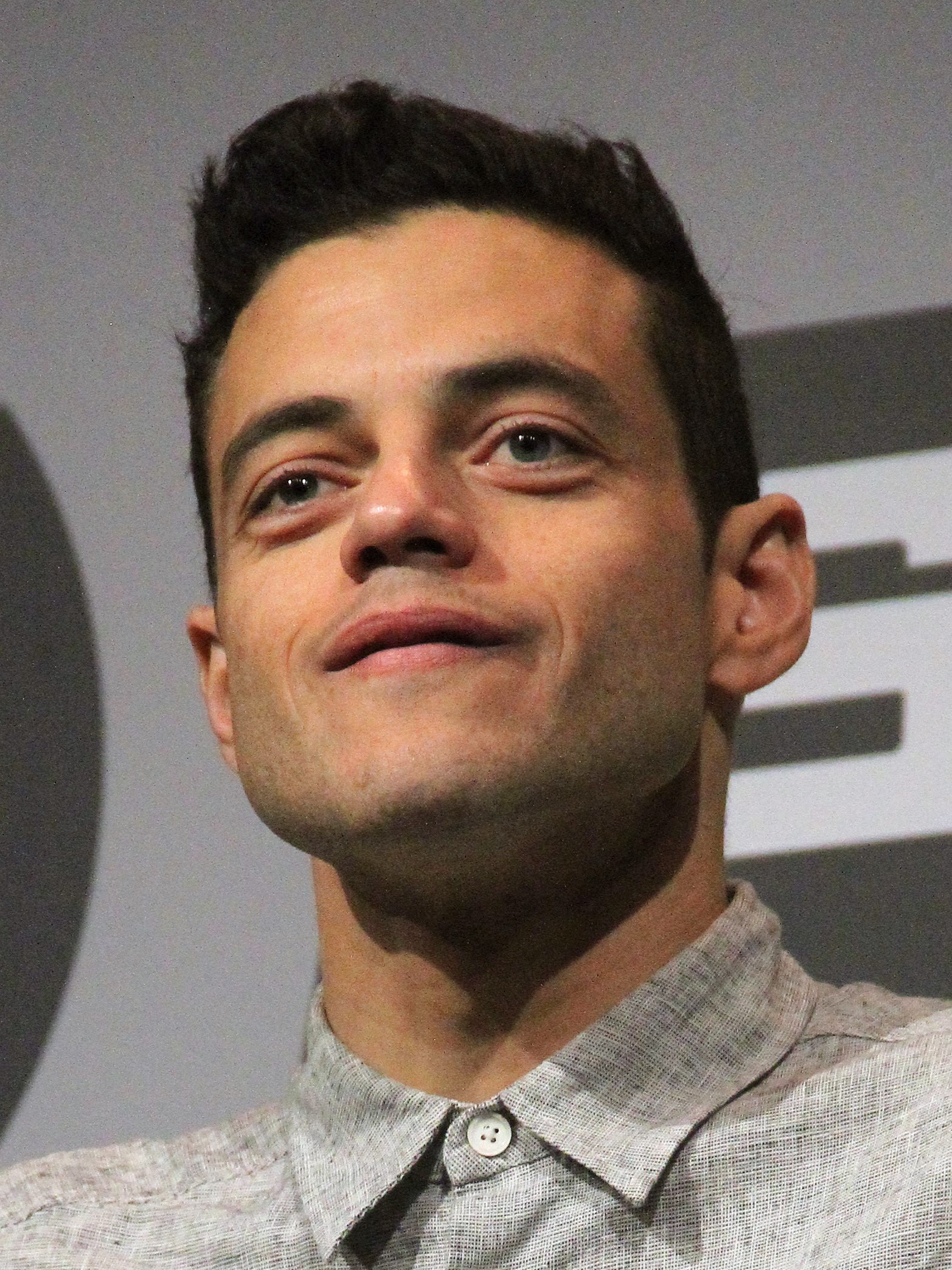
Rami Malek em 2016

Especulações davam conta que Daniel Craig não retornaria para um próximo filme. O próprio ator disse em uma entrevista de 2015 que "preferia cortar os pulsos" do que viver James Bond novamente no cinema. Em agosto de 2017, durante o late-night talk show da CBS, The Late Show with Stephen Colbert, Craig anunciou que reprisaria o papel do espião britânico pela última vez.
Após a estreia de Spectre, boatos indicavam que Christoph Waltz havia assinado o contrato para retornar como o vilão Ernst Stavro Blofeld, mas sob a condição de que Craig retornasse como Bond. Em outubro de 2017, Waltz informou que não voltaria como Blofeld. Porém após negociações Christoph Waltz resolveu retonar a franquia reprisando seu papel de Blofeld para o encerramento da Era Craig e o desfecho do arque inimigo de Bond. Em uma entrevista no final 2018, Fukunaga revelou que Ben Whishaw, Naomie Harris, Rory Kinnear, Jeffrey Wright e Ralph Fiennes assinaram contrato para reviverem seus papéis dos filmes anteriores. Fukunaga também revelou que Léa Seydoux estaria reprisando seu papel como Madeleine Swann, sendo a terceira atriz a interpretar uma Bond girl em mais de um filme da franquia, se igualando a Eunice Gayson, a primeira Bond girl da história, que interpretara Sylvia Trench em Dr. No e From Russia With Love. e Maud Adams, atriz sueca, que foi a segunda atriz a interpretar duas bond girls diferentes em filmes de James Bond, a saber: Andrea Anders (em 007 contra o Homem da Pistola de Ouro) e Octopussy (o papel-título) em 007 contra Octopussy..
Ana de Armas, Dalis Benssalah, David Dencik, Lashana Lynch, Billy Magnussen e Rami Malek foram anunciados como parte do elenco em uma transmissão ao vivo, na propriedade GoldenEye, do romancista Ian Fleming, criador de James Bond, na Jamaica. Malek, ganhador do Oscar de melhor ator por Bohemian Rhapsody, foi anunciado como o antagonista de No Time to Die, sendo seu primeiro filme após viver Freddie Mercury.

### Filmagens
As filmagens, antes programadas para dezembro de 2018 no Pinewood Studios, no Reino Unido, foram adiadas para abril de 2019 após a saída de Danny Boyle.
A filmagem principal teve início no dia 28 de abril de 2019 em Port Antonio, na Jamaica. No mês seguinte, enquanto filmava no país, Daniel Craig sofreu uma lesão no tornozelo e precisou passar por uma cirurgia. Em junho, uma explosão controlada durante as filmagens causou danos ao 007 Stage, estúdio do Pinewood Studios onde são gravados os filmes da franquia, o que acabou paralisando novamente a produção. Um membro da equipe teve ferimentos leves.  Cenas também foram gravadas em Londres. Outros locais de filmagens incluem a comuna Nittedal, na Noruega, e a cidade de Aviemore, na Escócia. Cenas da sequência de abertura dos pré-créditos foram filmadas em Matera, na Itália.

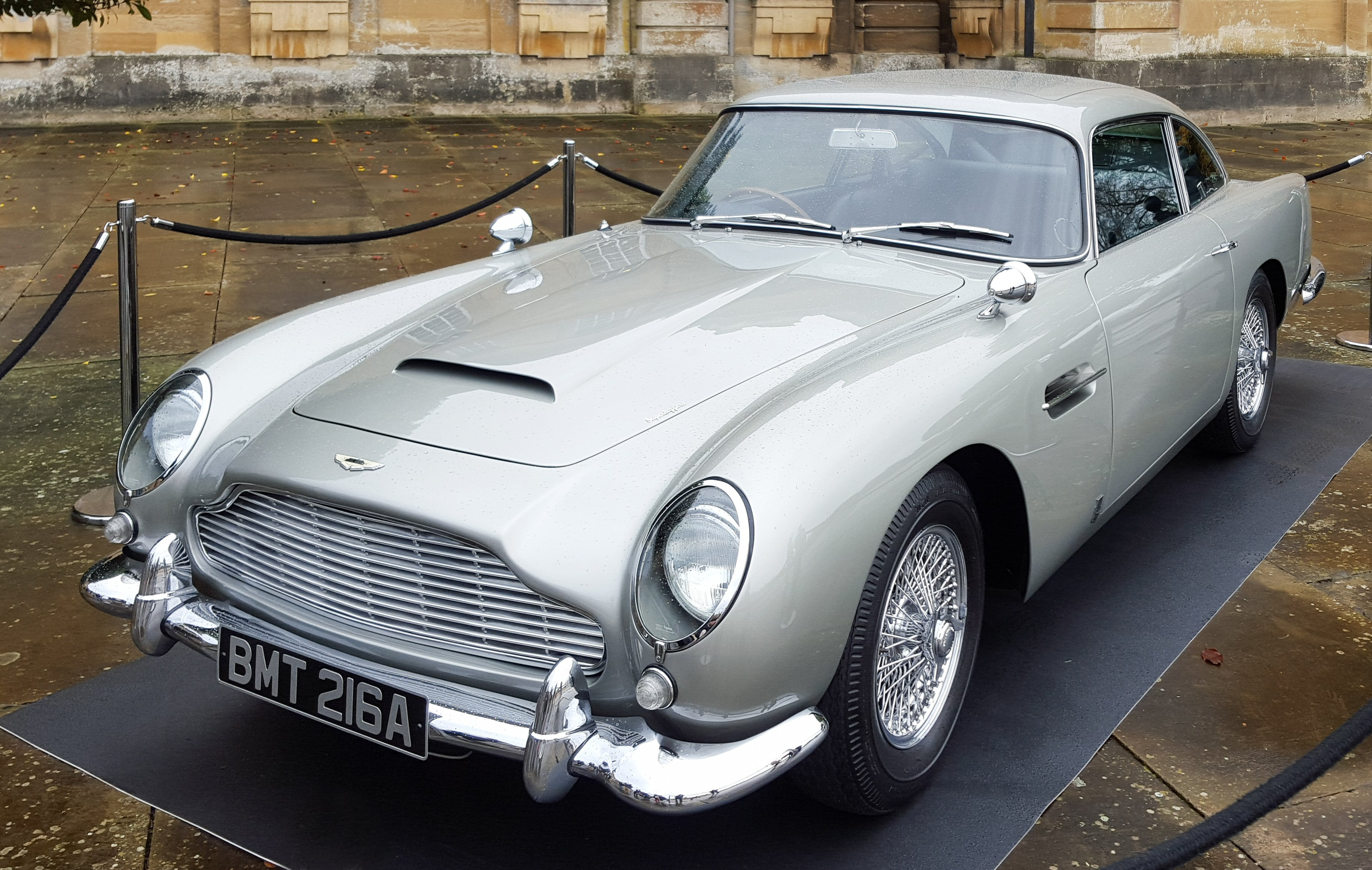
Aston Martin DB5, carro mais conhecido e que mais apareceu na franquia 007, marcará presença em No Time to Die

Marca registrada dos filmes de James Bond, a fabricante de carros desportivos de luxo Aston Martin confirmou que os modelos V8 Vantage, DB5 e Valhalla estarão no longa-metragem.
No Time to Die é o primeiro da série a ter cenas filmadas em IMAX.

### Música
Dan Romer, que trabalhou com Fukunaga em Beasts of No Nation e Maniac, era o compositor original, antes de deixar por diferenças criativas no meio da produção e substituído por Hans Zimmer, a primeira troca desse tipo da série. Zimmer contou com o produtor Steve Mazzaro e o guitarrista Johnny Marr. Billie Eilish se tornou a cantora mais jovem a fazer uma música-tema da série com "No Time to Die", escrita por ela e seu irmão Finneas O'Connell.

## Lançamento
No Time to Die estava originalmente programado para estrear em 8 de novembro de 2019. Com a saída de Boyle, foi adiado para fevereiro de 2020 e, em seguida, para 3 de abril de 2020 no Reino Unido. A estréia na China e uma turnê de publicidade em todo o país, planejada para abril de 2020, foram canceladas devido ao surto de COVID-19 no país. Em março de 2020, a propagação global do vírus e a declaração de uma pandemia pela Organização Mundial da Saúde levaram a uma carta aberta conjunta de dois sites de fãs de James Bond dirigida aos produtores. A carta pedia o adiamento do lançamento para minimizar o risco de disseminação da doença e garantir o sucesso comercial do filme. Em 4 de março de 2020, a MGM e a Eon Productions anunciaram que, após uma "avaliação completa do mercado teatral global", o lançamento do filme foi adiado para 12 de novembro de 2020 no Reino Unido e 25 de novembro de 2020 nos Estados Unidos. No Time to Die foi o primeiro grande filme afetado pela pandemia. De acordo com o Deadline Hollywood, que citou fontes internas, o atraso não estava diretamente relacionado ao coronavírus; mudar o filme para novembro combinaria com a janela tradicional de lançamento de filmes de James Bond e a MGM e a Universal precisavam garantir um forte desempenho em todos os mercados internacionais ou enfrentariam a perda da franquia. A reprogramação garantiria que todos os cinemas, principalmente os da China, Coréia do Sul, Japão, Itália e França que foram fechados devido à pandemia, estivessem abertos e operacionais.
No auge da pandemia, estima-se que 70.000 cinemas na China tenham fechado, e países como Austrália e Grã-Bretanha fecharam cinemas para minimizar a propagação do vírus. A Variety disse que o estúdio já gastou $ 66 milhões na promoção do filme, enquanto o The Hollywood Reporter escreveu que o atraso custou à MGM entre $ 30-50 milhões em custos de marketing desperdiçados e estimou que as perdas de bilheteria globais poderiam ter ultrapassado $ 300 milhões se o filme tivesse permanecido em seu slot de abril de 2020. Em outubro de 2020, depois que se tornou aparente que os cinemas, especialmente nos EUA, não veriam a demanda total, No Time to Die foi adiado novamente para 2 de abril de 2021 nos Estados Unidos. Depois que o adiamento foi anunciado, a rede de cinemas britânica Cineworld, a segunda maior rede de cinemas do mundo, fechou seus cinemas por tempo indeterminado. O presidente-executivo Mooky Greidinger disse que o atraso foi a "gota d'água" para a Cineworld, após uma série de atrasos e cancelamentos de outros filmes.
Em comemoração aos 100 anos de existência da United Artists, a Metro-Goldwyn-Mayer, juntamente com a Orion Pictures, através de uma joint venture com a Annapurna Pictures, formou a United Artists Releasing, selo responsável pela distribuição doméstica teatral de No Time to Die. A transmissão digital e direitos televisivos mundiais também estão asseguradas a MGM. A Universal Pictures ficou responsável pela distribuição internacional nos cinemas e home video doméstico.
Antes chamado apenas de Bond 25, da divulgação do filme até as filmagens, No Time to Die foi anunciado como o título oficial da produção em 20 de agosto de 2019 através das redes sociais da franquia.

## Recepção
O Metacritic atribuiu ao filme uma pontuação média ponderada de 70 de 100 com base em 39 críticos, indicando "críticas geralmente favoráveis".